# روبي هاوس
روبي هاوس هو معلم تاريخي وطني  أمريكي يقع في حرم جامعة شيكاغو، تم بنائه بين عام 1909 و1910 وقد صممه فرانك لويد رايت وهو مثال على مدرسة البراري.